# Speusippo
Speusippo (in greco antico: Σπεύσιππος?, Spéusippos; Atene nel demo di Mirrinunte, 393 a.C. circa – 339 a.C.) è stato un filosofo greco antico, che succedette verso il 347 a.C. a suo zio Platone come scolarca dell'Accademia di Atene.

## Biografia
Le scarse notizie riguardo alla sua vita e al suo pensiero, che ci è giunto in frammenti, ci sono state tramandate dalle Vitae philosophorum di Diogene Laerzio, che ha attinto alla Vita Speusippi Herculanensis di  Filodemo.
Da questi autori, molto importanti per le notizie che ci hanno tramandato specialmente per i filosofi dell'età ellenistica, sappiamo come Speusippo fosse già malato di paralisi alle gambe nel momento in cui ricevette per successione, essendo figlio di Potone, sorella di Platone, e non per elezione, la carica di scolarca dell'Accademia.
Racconta Filodemo che la paralisi fosse dovuta agli eccessi che avevano contrassegnato la vita di Speusippo, descritto come un uomo che, incapace di dominarsi, si abbandonava facilmente all'ira.
Filodemo riferisce anche di un misterioso discepolo di Speusippo, un certo Diodoro, di cui non si sa nulla, che scrisse del cattivo carattere del maestro ma anche della sua prodigiosa memoria e della sua capacità di organizzatore della vita della scuola.
Secondo Diogene Laerzio fu Speusippo insieme a Platone che fece costruire un tempio dedicato alle Muse all'interno dell'Accademia e lo stesso autore  riferisce  come questi fosse il pedissequo seguace della dottrina del maestro ma che non lo imitasse invece per il suo stile di vita, piuttosto dedito ai piaceri della carne e che fosse stato proprio Platone a convincerlo a seguirlo anche nel comportamento e a dedicarsi alla filosofia.
Scrive Diogene Laerzio
che mentre Platone non faceva pagare tributi a chi frequentasse la sua scuola, Speusippo pretendeva invece pesanti contributi  e che una delle due ultime allieve di Platone, Lastenia, fosse considerata come la sua amante.
Sempre da Diogene Laerzio (IV,1) sappiamo infine che Speusippo ormai «disperato e vecchio, pose spontaneamente fine alla sua vita» dopo appena otto anni che era stato a capo dell'Accademia.

## Il pensiero
La filosofia di Speusippo, a stento ricostruibile dai frammenti pervenuti, specie da quelli dell'opera perduta Оμοια (I simili), sembra differisca radicalmente da quella del maestro: rigetta  la dottrina delle idee  sostenendo che esse siano sì essenze separate dal mondo delle cose terrene, come i numeri, ma che non abbiano nessun rapporto con le cose stesse.
Speusippo pensa infatti che le idee non servano alla conoscenza della realtà così distante e diversa da loro ma che piuttosto si possa arrivare alla definizione delle entità materiali tramite la loro classificazione, ricorrendo cioè alle relazioni di genere e specie. La compiuta conoscenza di un ente quindi comporta la necessità di conoscerne tutte le differenze e somiglianze rispetto a tutti gli altri enti.
Per questi motivi naturalistici alcuni interpreti di Speusippo hanno visto in lui l'anticipatore della critica aristotelica a Platone.. Si rintraccerebbe in Speusippo un interesse  per gli aspetti naturali dell'uomo tanto da fargli sostenere che l'idea stessa del Bene, termine ideale per Platone a cui tende la vita dell'uomo, sia in realtà un principio non separato ma connaturato alla stessa essenza umana.
Conosciamo in base alla testimonianza di Aristotele il contrasto all'interno dell'Accademia tra Speusippo e Eudosso, a noi noto soprattutto come astronomo, riguardo all'argomento del piacere. Mentre Speusippo negava che per il saggio potesse rappresentare un fine accettabile, Eudosso osservava che il piacere è naturalmente ambito da tutti gli animali. È molto probabile che la discussione, alla quale partecipava anche Platone, la quale riprendeva il tema del piacere presente nelle etiche aristoteliche a proposito dei tre tipi di vita, di cui una è appunto quella dedita al piacere, riportasse l’opinione del giovane Aristotele in seno a questo dibattito .

### Fonti primarie
- Aristotele, Metafisica, libri VII, XII e XIV.
- Diogene Laerzio, Vite e dottrine dei filosofi illustri.
- Speusippo, Frammenti, a cura di Margherita Isnardi Parente, Napoli: Bibliopolis, 1980, ISBN 88-7088-011-7.

### Fonti secondarie
- Marcello Gigante, La bibliothèque de Philodème et l'épicurisme Romain. Paris, 1987.
- Marcello Gigante, Kepos e Peripatos. Contributo alla storia dell'aristotelismo antico, Bibliopolis, 1999.
- Leonardo Taran, Speusippus of Athens, Leiden, Brill, 1981.
- Franco Trabattoni, La Filosofia Antica, Carocci, 2002, ISBN 978-88-430-4709-3